# Friedrich Ahlers-Hestermann

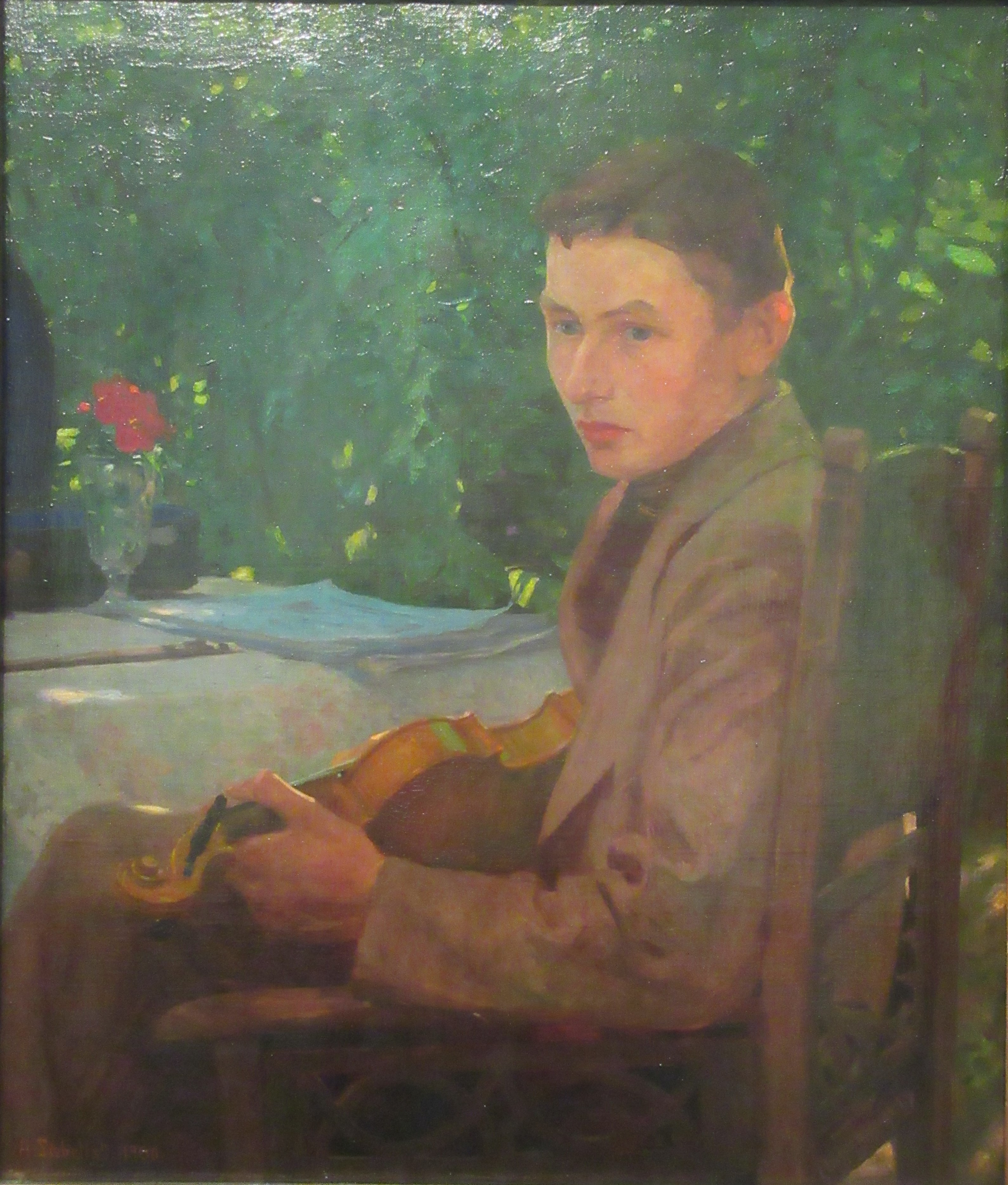
Friedrich Ahlers-Hestermann van Arthur Siebelist

Friedrich Ahlers-Hestermann (Hamburg, 17 juli 1883 - Berlijn, 12 november 1973) was een Duits kunstschilder en lithograaf.
Tijdens zijn opleiding onder Arthur Siebelist (1900-1904) raakte Ahlers-Hestermann onder de invloed van de impressionisten en van het Noord-Duits-Deense Biedermeier. In 1903 werd hij lid van de Hamburgischen Künstlerclubs von 1897.
In 1907 reisde hij voor de eerste maal naar Parijs en sloot hij zich aan bij de schilderskring van het Café du Dôme, waartoe ook de Duitse schilders Hans Purrmann en Franz Nölken behoorden. Hij volgde vanaf 1909 les aan de Académie Matisse en werd verder ook beïnvloed door Paul Cézanne en Pierre-Auguste Renoir. In de periode 1909-1914 maakte hij ook enkele reizen naar Italië, Corsica, Zuid-Frankrijk, Engeland en Rusland. Hij huwde in 1916 met de Russische kunstenares Alexandra Povórina.
In 1918 keerde Ahlers-Hestermann terug naar Hamburg en sloeg hij een meer expressionistische weg in. In 1919 was hij, samen met onder andere Anita Rée, stichtend lid van de Hamburgische Secession. In de periode 1928-1933 gaf hij les aan de Keulse Werkschulen, maar hij werd in 1933 door de nationaalsocialisten uit dat ambt ontzet. Na de oorlog was hij van 1946 tot 1951 directeur van de Landeskunstschule in Hamburg.